# Maurycy Wittelsbach
Maurycy Reński KG (ur. 17 grudnia 1620 w Kostrzynie nad Odrą, zm. wrzesień 1652) – angielski dowódca wojskowy pochodzenia niemieckiego; arystokrata, królewicz Czech, hrabia z palatynów reńskich, książę elektorski Rzeszy, książę z Bawarii.
Czwarty syn Fryderyka V „Zimowego króla” i Elżbiety Stuart księżniczki szkockiej. Jego dziadkami byli elektor Palatynatu Reńskiego Fryderyk IV Wittelsbach i Luiza Julianna Orańska oraz król Anglii Jakub I Stuart i Anna Oldenburg.
Wraz ze starszym bratem Rupertem brał udział w angielskiej wojnie domowej po stronie króla Anglii Karola I. Służył pod dowództwem Ruperta w czasie bitwy pod Powick Bridge, gdzie został ranny, i bitwy pod Edgehill. Był dowódcą w czasie walk 1643 roku między innymi bitwie pod Roundway Down. W kwietniu 1644 oblegał Lyme Regis, został jednak zmuszony zakończyć je w czerwcu. Walczył, jako podwładny w bitwie pod Lostwithiel, drugiej bitwie pod Newbury, oraz pod dowództwem brata w bitwie pod Naseby.
Został skazany wraz z bratem na banicję przez parlament w 1648 roku. Służył w armii francuskiej, następnie dołączył do brata i został wiceadmirałem floty. W 1652 roku jego statek HMS Defiance zatonął.

## Przodkowie
| Prapradziadkowie    | elektor reński Fryderyk III (1515–1576) ∞1537 Maria Hohenzollernówna (1519–1567)               | landgraf Hesji Filip Wielkoduszny (1504–1567) ∞1748 Krystyna saska (1505–1549)                 | hr. Nassau Wilhelm (1487–1559) ∞ 1531 Julianna van Stolberg (1506–1580)                        | Ludwik, ks. Montpensier (1513–1582) ∞ 1538 Jakobina de Longwy (1520–1561)                      | Mateusz Stuart, hrabia Lennox (1516–1571) ∞1544 Małgorzata Douglas (1515–1578)   | kr. Szkotów Jakub V (1512–1542) ∞1538 Maria de Guise (1515–1560)                 | kr. Danii i Norwegii Chrystian III (1503–1559) ∞1525 Dorota saska (1511–1571)     | ks. Meklemburgii-Güstrow Ulryk III (1527–1603) ∞1556 Elżbieta duńska (1524–1586)  |
| Pradziadkowie       | elektor reński Ludwik VI (1539–1583) ∞1560 Elżbieta heska (1539–1582)                          | elektor reński Ludwik VI (1539–1583) ∞1560 Elżbieta heska (1539–1582)                          | Stadhouder Niderlandów Wilhelm I Milczący (1533–1584) ∞1575 Karolina Burbon (1546–1582)        | Stadhouder Niderlandów Wilhelm I Milczący (1533–1584) ∞1575 Karolina Burbon (1546–1582)        | Henryk Stuart, ks. Albany (1545–1567) ∞1565 kr. Szkotów Maria I (1542–1587)      | Henryk Stuart, ks. Albany (1545–1567) ∞1565 kr. Szkotów Maria I (1542–1587)      | kr. Danii i Norwegii Fryderyk II (1534–1588) ∞1572 Zofia meklemburska (1557–1631) | kr. Danii i Norwegii Fryderyk II (1534–1588) ∞1572 Zofia meklemburska (1557–1631) |
| Dziadkowie          | elektor reński Fryderyk IV Sprawiedliwy (1574–1610) ∞1593 Ludwika Julianna orańska (1576–1644) | elektor reński Fryderyk IV Sprawiedliwy (1574–1610) ∞1593 Ludwika Julianna orańska (1576–1644) | elektor reński Fryderyk IV Sprawiedliwy (1574–1610) ∞1593 Ludwika Julianna orańska (1576–1644) | elektor reński Fryderyk IV Sprawiedliwy (1574–1610) ∞1593 Ludwika Julianna orańska (1576–1644) | kr. Anglii, Szkocji i Irlandii Jakub I (1566–1625) ∞1589 Anna duńska (1574–1519) | kr. Anglii, Szkocji i Irlandii Jakub I (1566–1625) ∞1589 Anna duńska (1574–1519) | kr. Anglii, Szkocji i Irlandii Jakub I (1566–1625) ∞1589 Anna duńska (1574–1519)  | kr. Anglii, Szkocji i Irlandii Jakub I (1566–1625) ∞1589 Anna duńska (1574–1519)  |
| Rodzice             | kr. Czech Fryderyk V Zimowy (1596–1632) ∞1613 Elżbieta Stuart (1596–1662)                      | kr. Czech Fryderyk V Zimowy (1596–1632) ∞1613 Elżbieta Stuart (1596–1662)                      | kr. Czech Fryderyk V Zimowy (1596–1632) ∞1613 Elżbieta Stuart (1596–1662)                      | kr. Czech Fryderyk V Zimowy (1596–1632) ∞1613 Elżbieta Stuart (1596–1662)                      | kr. Czech Fryderyk V Zimowy (1596–1632) ∞1613 Elżbieta Stuart (1596–1662)        | kr. Czech Fryderyk V Zimowy (1596–1632) ∞1613 Elżbieta Stuart (1596–1662)        | kr. Czech Fryderyk V Zimowy (1596–1632) ∞1613 Elżbieta Stuart (1596–1662)         | kr. Czech Fryderyk V Zimowy (1596–1632) ∞1613 Elżbieta Stuart (1596–1662)         |
| Maurycy (1620–1652) |                                                                                                |                                                                                                |                                                                                                |                                                                                                |                                                                                  |                                                                                  |                                                                                   |                                                                                   |